# Cap-Seize
Cap-Seize est un village du territoire non organisé de Mont-Albert, en Gaspésie–Îles-de-la-Madeleine, au Québec, dans le Canada.

## Toponymie
Le nom « Cap-Seize » est issu d'une transcription erronée du verbe anglais to capsize, « chavirer ». On attribue la dénomination du lieu aux guides francophones de William Edmond Logan qui auraient mal saisi les exclamations du géologue qui, en 1840, aurait chaviré dans un rapide de la rivière Sainte-Anne près de l'actuel village.

## Histoire

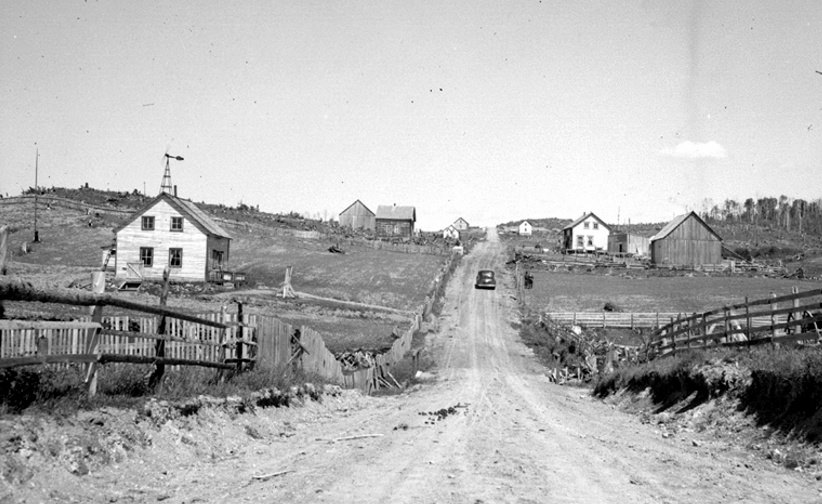
Chemin de colonisation de Saint-Bernard-des-Lacs en 1941.

Le village de Cap-Seize est constitué d'anciens habitants de Sacré-Cœur-Deslandes et de Saint-Bernard-des-Lacs ayant saisi l'occasion de s'installer aux abords de la nouvelle route transgaspésienne vers 1940. Puisque les terres y sont incultes, les habitants vivent tantôt de la forêt, tantôt des emplois temporaires que procure le nouveau parc de la Gaspésie. Bien que le déménagement des populations vers Sainte-Anne-des-Monts soit proposé en 1965 par le Comité interministériel pour l'étude du problème des paroisses marginales du Bureau d'aménagement de l'Est du Québec, le village survit à la fermeture sans toutefois être constitué en municipalité.

## Démographie
Au recensement de 2016, Cap-Seize comptait 179 habitants. Le taux de chômage était de 26,7 %.

## Loisirs et vie communautaire

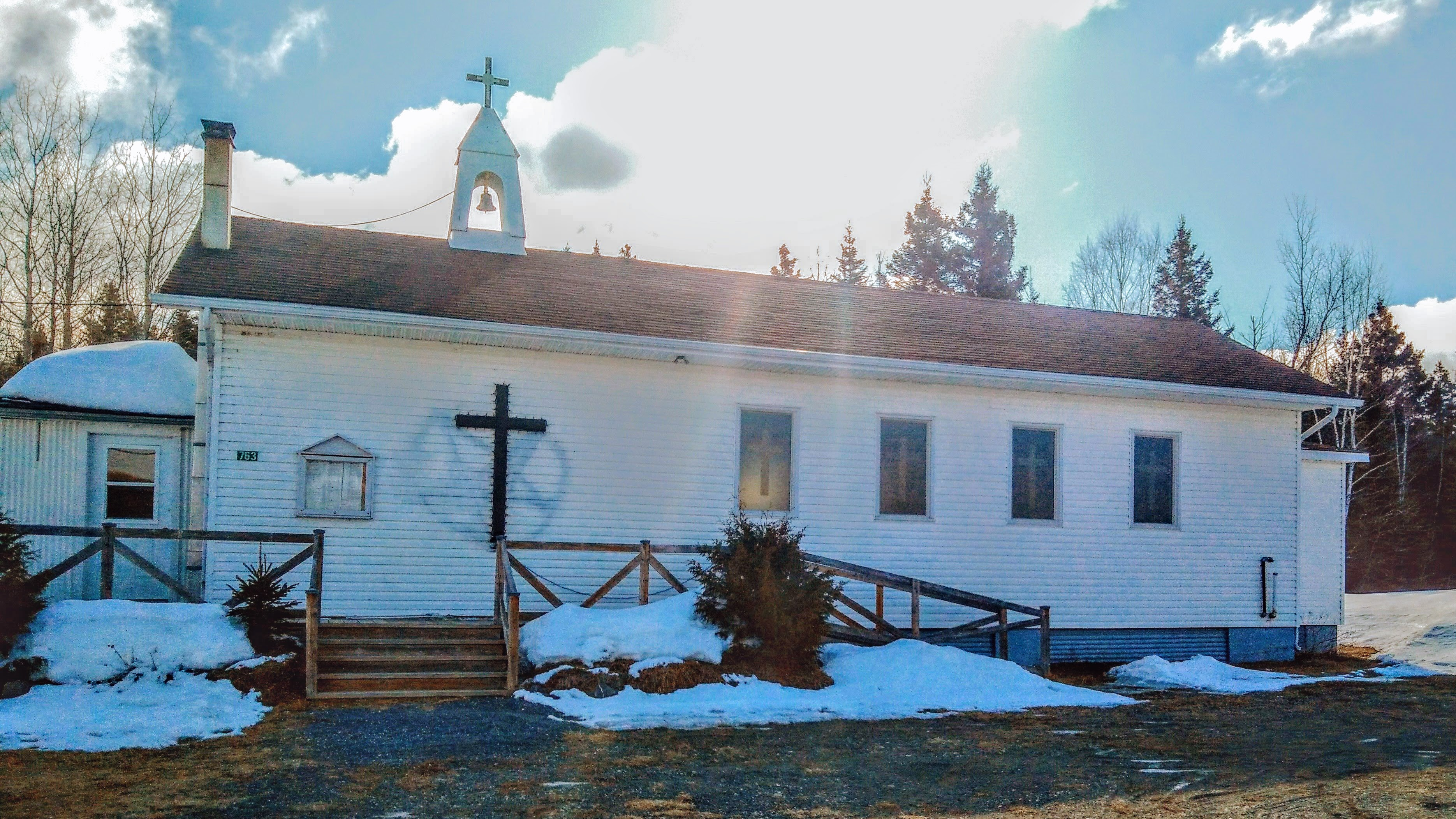
La chapelle Saint-Bernard-des-Lacs.

Le village compte une centre communautaire ainsi qu'une patinoire nommée d'après Alain Côté, originaire de la péninsule gaspésienne.
Relevant du secteur pastoral de la Haute-Gaspésie dans le diocèse de Gaspé, la chapelle Saint-Bernard-des-Lacs héberge certains services religieux.